# Amblyodipsas concolor
Espèce
Synonymes
- Choristodon concolor Smith, 1849

Statut de conservation UICN

 LC  : Préoccupation mineure
Amblyodipsas concolor est une espèce de serpents de la famille des Lamprophiidae. 

## Répartition
Cette espèce se rencontre :
- en Eswatini ;
- dans l'Est de l'Afrique du Sud.

## Description
C'est un serpent venimeux et vivipare.

## Publication originale
- Smith, 1849 : Illustrations of the zoology of South Africa, consisting chiefly of figures and descriptions of the objects of natural history collected during an expedition into the interior of South Africa, in the years 1834, 1835, and 1836; fitted out by "The Cape of Good Hope Association for Exploring Central Africa" : together with a summary of African zoology, and an inquiry into the geographical ranges of species in that quarter of the globe, vol. 3, Appendix.